# الأخلاقيات النسوية
الأخلاقيات النسوية هي منهج أخلاقي يبنى على الاعتقاد أن نظرية الأخلاق التقليدية مقومة بأقل من قيمتها و/أو غير مقدره لتجربة المرأة الأخلاقية
وبالتالي فإنه يختار إعادة تصور الأخلاق من خلال منهج نسوي كامل لتحويلة.
وبعبارة أخرى، هي محاولة تنقيح الأخلاقيات التقليدية وإعادة صياغتها، أو إعادة التفكير في مدى انتقاصها من خبرة النساء الأخلاقية أو الحط من قيمتها.

## الهدف
تهدف الأخلاقيات النسوية إلى خلق أخلاقيات جندرية تهدف إلى إزالة أو تخفيف اضطهاد أي مجموعة من الناس، خصوصا النساء.

## المفهوم
ينتقد فلاسفة النسوية الأخلاق التقليدية البارزة التي تركز بشكل كبير على وجهة نظر الرجال
مع القليل من الاعتبار لوجهات نظر النساء.
تعتبر قضايا أخلاقيات الرعاية للحياة الخاصة والمسؤوليات الأسرية مسائل تافهه.
بشكل عام تُعتبر النساء أخلاقيا غير ناضجه وسطحية مقارنةً بالرجال.
تمجد الأخلاق التقليدية السمات الثقافية الذكرية مثل «الاستقلال والحكم الذاتي والفكر والحذر والإرادة والتسلسل الهرمي والهيمنة والثقافة والتعالي والمنتجات والزهد والحرب والموت» ”
ويعطي اهتمام قليل جدا للسمات الثقافية الأنثوية مثل «الاعتماد المتبادل والمجتمع والاتصال والتبادل والعاطفة والجسد والثقة وغياب التسلسل الهرمي والطبيعة والحضور والفرح والسلام والحياة».”
الأخلاق التقليدية لديها موجة «الذكر» الذي يعتبر التفكير المنطقي أنه يظهر من خلال إطار من القوانين والحقوق والعالمية والموضوعية. يأكد منهج مصطلح «أنثى» بالنسبة للمنطق الأخلاقي على العلاقات والمسؤوليات والخصوصية والتحيز.

## الخلفية التاريخية
تكلم العديد من المفكرين خلال القرنين الثامن عشر والتاسع عشر في موضوعات متصلة بأخلاق النساء مثل: هل سمات النساء المؤنثة ناتجة عن الطبيعة البيولوجية أم أنها حصيلة التكيف الاجتماعية؟ هل تتصل الفضائل الأخلاقية والسمات الجندرية بعواطف المرء وقدراته الإدراكية أم بفسيولوجيته وسيكولوجيته؟ وقد أسهم مفكري القرنين الثامن عشر والتاسع عشر مثل ولستونكرافت، ومِل، وبيتشر، وستانتون، وجيلمان بجلاء في تطوير مقاربات نسوية واسعة النطاق للأخلاق، تركز على مواطن التشابه والاختلاف بين الأخلاقيات “الذكورية/المذكرة” والأخلاقيات “الأنثوية/المؤنثة”.
وتطورت الأخلاق النسوية من خلال دفاع ماري ولستونكرافت عن حقوق المرأة التي نشرت عام 1792 .
مع أفكار جديده من التنوير.
ومن النسويات المفرده أن تكون المرأة قادرة على السفر أكثر من أي وقت مضى، وتوليد المزيد من الفرص لتبادل الأفكار والنهوض بحقوق المرأة
مع بعض الحركات الاجتماعية الجديدة مثل الخيالية هناك نموا لا مثيل له للنظره المتفائلة للقدرات البشرية ومصيرهم.
وقد انعكس هذا التفاؤل في مقال جون ستيوارت ميل بعنوان "إخضاع المرأة" عام 1869 
وقد طورت منهج النسوية للأخلاق الكثير حول هذه الفترة من قبل أشخاص بارزين آخرين مثل كاثرين بييتشر وشارلوت بيركينز غليمان ولوكريتا موت واليزابيث كادي ستانتون مع التأكيد على الطبيعة النوعية للأخلاق،
تتعلق على وجه التحديد 'لأخلاق المرأة'.

## شارلوت بيركينز غليمان
الكاتبة الأمريكية المتخصصة بعلم الإجتماع شارلوت بيركينز غليمان في قصتها الخيالية «هيرلاند».
في هذا المجتمع الخالي من الذكور، تنجب المرأة بناتها من خلال التوالد العذري وتعيش بأخلاقيه فضلى.
تقيم في هذا المجتمع - مجتمع النساء- الاجتهاد والأمومة بينما يحبطها نهج التنافس الفردي للحياة.
فكرت غليمان أنه في فمثل هذا السيناريو من الممكن للمرأة أن تتواصل بشكل تعاوني مع بعضهما البعض بحيث لا يكون هناك أي شروط للسيطرة.
تزرع وتجمع «هيرلاند» أفضل المزايا الأنثوية وأفضل المزايا الذكرية معا كمزايا إنسانية شاملة.
بالنسبة لغليمان فانه إذا أراد مجتمع أن يكون مميزا فينبغي أن تجسد المثالية الخياليه لهيرلاند ".
ومع ذلك طالما المرأة تعتمد على الرجل في الدعم الاقتصادي فإن المرأة ستستمر بكونها معروفة لخضوعها للرجال ولغرورهم.
تحتاج المرأة أن تكون متعادلة مع الرجل اقتصادياً قبل أن يطوروا مميزات إنسانية حقيقية.
هذا مزيج من الفخر والتواضع والذي نسميه أحترام الذات.

## أخلاقيات الرعاية النسوية
كارول غليجان ونيل نودينجز هم الدعاة لرعاية أخلاق النسوية التي تنقد الأخلاق التقليدية كتقصيرها وتجاهلها واهمالها في الدرجة التي يفتقرون لها أو لمهاجمة قيم ومميزات الثقافة الأنثوية.
طور أخلاقيوّن النسوية في قرن العشرين عدداً من المناهج النسوية الاخلاقية التي تركز على الرعاية مقارنة بنهج غير النسوية التي تركز على رعاية الأخلاق، تميل النسوية إلى رفع تأثير قضايا المتعلقة بالجنسين بشكل كامل.
كما تنوه النسوية المركزة على رعاية الأخلاق إلى نزاعات المجتمعات الذكورية إلى التقليل من فائدة طريقة المرأة في الحب والتفكير والعمل والكتابة وقيمتها وتنوه أيضاً على أن المجتمعات الذكورية تظهر المرأة على أنها تابعة.

## الموجة الثالثة للنسوية
تحارب الموجة الأولى للنسوية من أجل حصول حق المرأة للتصويت كما كافحت الموجة الثانية للحصول على حقوق المرأة لتحصل على طريقة الوصول والمساواة في الفرص للقوى العاملة.
بالإضافة إلى الخلاص من التمييز القانوني تبعا للجنس.
وتركز الموجة الثالثة للنسوية على القضايا المتعلقة بالجنس البشري والطبقة الاجتماعية ونوع الجنس.
وقد وصف البعض الموجة النسوية الثالثة كالافتقار لسبب واحد مثل التصويت الذي كان لصالح الموجة النسوية الأولى.
بالرغم من تأكيده على التنوع من الممكن أن ينظر إليه على أنه مشكلة واحدة أساسية للموجة النسوية الثالثة.

## الحركة النسوية عند السود
في أواخر قرن العشرين تحدت الأخلاقيات النسوية عند السود التيار الرئيسي للأخلاقيات النسوية لدى البيض لتصبح أكثر شمولية بما في ذلك جميع الأجناس والنظر في التراث وكفاح الجماعات العرقية المتنوعة للحصول على المساواة مع الرجل وضمان رفاهتهم.
سعت الأخلاقيات النسوية لدى السود لإعطاء صوت لاهتمامات النساء السود والأقليات العرقية حيث هيمنت تاريخيا نساء القوقاز من الطبقة الوسطى اللاتي ارتقين على حساب السود والأقليات العرقية للحركة النسوية.

## أخلاقيات العدالة النسوية
إن أخلاقيات العدالة النسوية هي نظرة نسوية للأخلاق التي تسعى للتعامل معها، وتؤدى إلى تحول جوهرى للنظرة العالمية التقليدية للأخلاق.
إن أخلاقيات العدالة النسوية مثلها مثل أنواع مختلفة من الأخلاقيات النسوية تتطلع إلى إبعاد النوع عن الاعتبارات الأخلاقية السائدة. إن الأخلاق السائدة في الأغلب ذكورية. وعلى الرغم من ذلك فإن أخلاقيات العدالة النسوية تصنع اختلاف معتبر عن الاَداب النسوية الأخرى. إن مجموعة من الأخلاق بكافة أنحاء العالم تعتبر جزء فعال من أخلاقيات العدالة النسوية. إن أخلاقيات العدالة النسوية واضحة في تقسيم الأخلاق الصارمة عن الأخلاق الأقل صرامة في الصعوبة، وبنظرة أخلاقية أخرى يمكنهم تعريف أنفسهم بتقسيمهم إلى مجموعات من خلال الثقافة أو ظواهر أخرى إذا إعتبروا من الأخلاق الصعبة. إن أخلاقيات العدالة النسوية تطالب بتغيير واضح في الأخلاق الصارمة والأخلاق الأقل صرامة ليقل ويتلاشى الانتقاد النسوى الدائم لها.

## الأخلاقيات النسوية والمستقبل
يؤمن أخصائيون النسوية أن هناك إلزام لوجهات نظر النساء المختلفة لتصبح مسموعة وبعد ذلك صياغة وجهة نظر شاملة لوجهات نظرهم.
في محاولة لتحقيق ذلك والدفع إلى المساواة بين الجنسين وهو الهدف من الأخلاقيات النسوية.
"الهدف من الأخلاقيات النسوية هو تحويل المجتمعات والظروف التي تتأذى منها المرأة من خلال العنف والتبعية والإقصاء.
مثل هذا الظلم أصبح واضحاً الآن وفي المستقبل أن الناشطات النسويات المتطرفات سيواصلن العمل من احتجاج وردة الفعل بعد تفكير وتقييم دقيقين." 

## قراءة المزيد
- Abel, Emily K. and Margaret K. Nelson, (eds.), (1990). Circles of Care: Work and Identity in Women's Lives, Albany: SUNY Press.
- Armbruster, H. Feminist Theories and Anthropology
- Barker, Drucilla K. and Susan F. Feiner. Liberating Economics: Feminist Perspectives on Families, Work, and Globalization.University of Michigan Press, 2004.
- Barker, Drucilla and Edith Kuiper. Toward a feminist philosophy of economics. Routledge, 2003.
- Beasley, Chris. (1999). What is Feminism?: An Introduction to Feminist Theory, London: Sage Publications.
- Beecher, C.E. and Stowe, H.B. (1971). The American Woman's Home: Principle of Domestic Science, New York: Aeno Press and The New York Times.
- Pembroke Center for Teaching and Research on Women, Brown University
- Feminist Theory Papers, Brown University
- Brownmiller, S.(1993). Against Our Will: Men, Women, and Rape, New York: Fawcett Columbine.
- Buhle, M.J., Buhle, P. (eds.) (1978). The Concise History of Women's Suffrage, Urbana: University of Illinois Press.
- Bulbeck, Chilla. (1998). Re-Orienting Western Feminisms: Women's Diversity in a Postcolonial World, New York: Cambridge University Press.
- Butler, Judith. (1990). Gender Trouble: Feminism and the Subversion of Identity, New Your: Routledge.
- Card, Claudia. (1999). On Feminist Ethics and Politics, Lawrence, KS: University Press of Kansas.
- Chodorow, N. (1999). The Reproduction of Mothering: Psycholanalysis and the Sociology of Gender, updated edition, Berkeley: University of California Press.
- Confessore, N.and D. Hakim. (2009). “Paterson picks Gillibrand for Senate seat”. NYTimes.com, January 23.
- Copjec, Joan. (2002). Imagine There's No Woman: Ethics and Sublimation, Cambridge, MA: MIT Press.
- Daly, M. (1984). Pure Lust: Elemental Feminist Philosophy, Boston: Beacon Press.
- Donovan, Josephine. (2003). Feminist Theory: The Intellectual Traditions, 3rd ed., New York: Continuum..
- Donovan, Josephine and Carol Adams. (2007). Feminist Care Tradition in Animal Ethics: A Reader, New York: Columbia University Press, 1-20.
- The Feminist eZine- 1001 Feminist Links and Other Interesting Topics
- Friedan, B. (1997). Feminist Mystique, New York: W.W. Norton & Company.
- Friedan, B. (1998). The Second Stage, Cambridge, MA: Harvard University Press.
- Frye. M. (1991). “A response to Lesbian Ethics: Why ethics?” In C. Card (ed.), Feminist Ethics, Lawrence, Kans.: University Press of Kansas, 52-59.
- Gilligan, C. and D.A.J. Richards (2008). The Deepening Darkness: Patriarchy, Resistance, and Democracy's Future, Cambridge, MA: Harvard University Press.
- Gilligan's stages of moral development
- Hanigsberg, Julia E. and Sara Ruddick, (eds.), (1999). Mother Troubles: Rethinking Contemporary Maternal Dilemmas, Boston: Beacon Press.
- Held, V. (1993). Feminist Morality: Transforming Culture, Society, and Politics, Chicago: University of Chicago Press.
- Held, V. (ed.), (1995). Justice and Care: Essential Readings in Feminist Ethics, Boulder, CO: Westview Press.
- Held، Virginia (2005). The Ethics of Care: Personal, Political, and Global. Oxford: Oxford University Press. DOI:10.1093/0195180992.001.0001. ISBN:978-0-19-518099-2. مؤرشف من الأصل في 2007-09-27.
- Heywood, Leslie and Jennifer Drake, (eds.), (1997). Third Wave Agenda: Being Feminist, Doing Feminism, Minneapolis: University of Minnesota Press.
- Larry Hinman's Ethics Updates Himan,L. Ethics Updates, University of San Diego.
- Hoagland, S.L. (1988). Lesbian Ethics, Palo Alto, Calif.: Institute of Lesbian Studies.
- Howard, Judith A. and Carolyn Allen. (2000). Feminisms at a Millennium, Chicago: The University of Chicago Press.
- Hypatia, a Journal of Feminist Philosophy, Simpson center for the humanities, University of washington.
- Jaggar, A.M. (1994). Living with Contradictions: Controversies in Feminist Social Ethics, Boulder, CO: Westview Press.
- King, Y.(1995). “Engendering a peaceful planet: ecology, economy, and ecofeminism in contemporary context”.Women's Studies Quarterly, 23: 15-25.
- Kittay, E. F. and E.K. Feder (2003). The Subject of Care: Feminist Perspectives on Dependency, Lanham, MD: Rowman & Littlefield.
- Kolmar, W and Bartowski, F., “Lexicon of Debates”. Feminist Theory: A Reader. 2nd Ed, New York: McGraw-Hill, 2005. 42-60.
- Lindemann, Hilde, Marian Verkerk, and Margaret Urban Walker.(2009). Naturalized Bioethics: Toward Responsible Knowing and Practice, Cambridge, MA: Cambridge University Press.
- Maher, K.(2008). “Campaign '08: Obama puts spotlight on women's pay gap”. The Wall Street Journal, September 25: A15.
- Mero, J. (2008). “The myths or catching-up development”. In M. Mies and V. Shiva(eds.), Ecofeminism, Chicago: University of Chicago Press. 125: 55-69.
- Mies, M. and Shiva, N. (1993). “Fortune 500 women CEOs”. In Fortune.
- Mitchell, J. and S.K. Mishra (2000). Psychoanalysis and Feminism: A Radical Reassessment of Freudian Psychoanalysis, New York: Basic Books.
- n.paradoxa: international feminist art journal: feminist theory and contemporary women artists
- Narayan, U. (1997). Decentering the Center: Philosophy for a Multicultural, Postcolonial, and Feminist World, Bloomington, IN: Indiana University Press.
- Narayan, U. and S. Harding(2000). The Subject of Care: Feminist Perspectives on Dependency, Lanham, MD: Rowman & Littlefield.
- Noddings, N. (2002). Starting at Home: Caring and Social Policy, Berkeley, CA.: University of California Press.
- Nussbaum, Martha. (1999). “The Feminist Critique of Liberalism”. In A. Jeffries (ed.), Women's Voices, Women's Rights: Oxford Amnesty Lectures, The Oxford Amnesty Lecture Series. Boulder, CO: Westview Press.
- Nussbaum, Martha. (2003). “Capabilities and Functional Entitlements: Sen and Social Justice”. Feminist Economics, 9 (2-3): 33-59.
- The Radical Women Manifesto: Socialist Feminist Theory, Program and Organizational Structure (Seattle: Red Letter Press, 2001)
- Robinson, F. (1999). Globalizing Care: Toward a Politics of Peace, Boston, MA: Beacon Press.
- Slote، Michael A. (2007). The Ethics of Care and Empathy. London ; New York: Routledge. ISBN:978-0-415-77200-6 (hardback). {{استشهاد بكتاب}}: تأكد من صحة |isbn= القيمة: حرف غير صالح (مساعدة)
- Sterba, James P., (ed.), (2000). Ethics: Classical Western Texts in Feminist and Multicultural Perspectives, New York: Oxford University Press.
- The Third Wave Foundation
- Tong, R. and Williams N., Stanford Encyclopedia of Philosophy, Feminist Ethics, First published Tue May 12, 1998; substantive revision Mon May 4, 2009.
- Tong, R. (2009). Feminist Thought: A More Comprehensive Introduction, 3rd edition, Boulder, CO: Westview Press.
- UN Women, 'Women, Poverty, and Economics- Facts and Figures'
- Virginia Tech, Feminist theory website Center for Digital Discourse and Culture
- Walker, Margaret Urban. (2007). Moral Understandings: A Feminist Study in Ethics, 2nd ed. New York: Oxford University Press.
- Warren, K.J. (2000). Ecofemnist Philosophy: A Western Perspective on What It Is and Why It Matters, Lanham, Md: Rowman & Littlefield.
- Wollstonecraft, M. (1988). A Vindication of the Rights of Women, M. Brody (ed.), London: Penguin.
- Ziarek, Ewa Plonowska. (2001). An Ethics of Dissensus: Postmodernity, Feminism, and the Politics of Radical Democracy, Stanford, CA: Stanford University Press.

– -